# Beds Are Burning
«Beds Are Burning» es un sencillo de la banda de rock australiana Midnight Oil, siendo la primera canción de su álbum Diesel and Dust. Esta canción fue la segunda en ser lanzada como sencillo, y está entre las canciones más conocidas de la banda fuera de Australia.
Alcanzó el puesto n.º 1 en Nueva Zelanda y en las listas de Sudáfrica, n.º 2 en Canadá y Bélgica, n.º 3 en el top 40 de los Países Bajos, n.º 5 en el top 50 de Francia, n.º 6 en las listas de Reino Unido, n.º 11 en Irlanda y n.º 17 en el Billboard Hot 100 de Estados Unidos, así como en Suecia y Dinamarca. 
Fue elegida como una de las "500 canciones que dieron forma al rock and roll" del Salón de la Fama del Rock. Recibió el puesto número 95 de los Los 100 mejores one hits wonders de los 80's de VH1, el número 61 de Los 80 de los 80's de MTV Latinoamérica y el 97 del Hottest 100 of All Time de Triple J en 2009.
La canción fue nominada al Grammy por la mejor interpretación de un grupo con vocalista en 1989. En mayo de 2001, la Australasian Performing Right Association (APRA) celebró su 75 aniversario nombrando las mejores 30 canciones australianas de todos los tiempos, seleccionadas por un panel de 100 miembros de la industria fuerte, que la declaró como la tercera, después de "Friday on My Mind" de The Easybeats e "Eagle Rock" de Daddy Cool.
También fue incluida en el álbum de conciertos en vivo de la banda Scream in Blue (1992) y en su álbum recopilatorio 20,000 Watt R.S.L. de 1997. Se incluyó además en Live at the World Café: Vol. 15 - Handcrafted (2002), uno de los álbumes recopilatorios que incluyen a los artistas que alguna vez asistieron al programa de radio estadounidense World Café para cantar en vivo.

## Significado
"Beds are Burning" es una canción política que habla sobre devolver las tierras a los nativos australianos Pintupi, quienes estuvieron entre los últimos de todos en venir del desierto. Estas personas que tuvieron el 'último contacto' comenzaron a trasladarse del Desierto de Gibson hacia asentamientos en la década de 1930. Luego fueron movidos forzadamente durante veinte años desde 1950 hacia el asentamiento Papunya. En 1981 lo abandonaron para retornar a su propio territorio y establecerse en la comunidad de Kintore, que tiene una población aproximada de 400 personas, adentrada en las pintorescas tierras de Kintore Ranges y rodeada por Mulga y la región de Spinifex. Tanto Kintore como la ciudad de Yuendumu son nombradas en la letra de la canción, a la vez que son vehículos producidos por Holden. Algunos creen que la línea de la canción que dice "How can we sleep while our beds are burning?" (¿Cómo podemos dormir mientras nuestras camas se están quemando?), puede hacer referencia a la madre del cantante Peter Garrett, quien había fallecido debido a un incendio casero cinco años antes.

## Créditos
- Peter Garrett - voz principal y coros
- Martin Rotsey - guitarra acústica
- Jim Moginie - sintetizadores y guitarra eléctrica
- Peter Gifford - bajo y coros
- Robert Hirst - batería, caja de ritmos y coros

## Interpretaciones
Midnight Oil interpretó la canción frente a una audiencia mundial en la ceremonia de cierre de los Juegos Olímpicos de Sídney en 2000. Para ese año, el Primer ministro John Howard había desencadenado una controversia por rehusarse a acoger la reconciliación simbólica y pedir disculpas a los indígenas australianos y miembros de las generaciones robadas. Sin embargo, manifestó que el tema de reconciliación Beds Are Burning era su canción favorita de Midnight Oil. La banda la interpretó vestida de negro, con la palabra "Sorry" pintada notoriamente en toda su ropa, como una disculpa popular a las personas indígenas, y para remarcarle el asunto a Howard, quien estaba en la audiencia como un importante invitado olímpico.

## Otras versiones
En 2002, Heaven's Cry realizó un cover de la canción en su álbum Primal Power Addiction. También lo hizo el grupo alemán de eurodance Novaspace en 2004. 
En 2006, Pearl Jam lanzó otra versión como acompañamiento de su éxito "Daughter", durante su estadía en Australia como parte de su tour. Ese mismo mismo año la banda francesa de metalcore Black Bomb A lanzó una versión de la canción en su álbum One Sound Bite to React. En 2008, The Nightwatchman junto Justin Sane y Chris Barker, de Anti-Flag, interpretaron otro cover en el festival Big Day Out, realizado en Sídney y Perth, y adicionalmente también lo hizo Billy Bragg en el festival Big Day Out de la ciudad de Adelaida. La banda de rock alternativo Gyroscope cantó la canción durante el break de su canción "Fast Girl" en su "The Australia Tour" de agosto-octubre de 2008.
El año 2008, la antigua líder de la banda de rock alternativo Concrete Blonde, Johnette Napolitano, junto a Rachel Stamp con el guitarrista Will Crewdson, postearon una versión de la canción en su página mutua de MySpace, la cual era bastante fiel a la original, con la diferencia de que en esta versión el coro y el puente son menos densamente orquestados que los versos, además de pequeños cambios en la letra (por ejemplo, Napolitano remplaza la frase "To say fair's fair" con "to pay our share", para luego repetirla).
El 12 de octubre de 2009, 60 artistas y celebridades de todo el mundo grabaron un rémix de la canción, reescrita por la misma banda Midnight Oil, para destacar los conflictos del cambio climático. Esta es una versión libre, que puede descargarse gratuitamente de iTunes y que fue lanzada durante las charlas de la Organización de las Naciones Unidas en Copenhague. Entre los cantantes se incluía a Lily Allen, Klaus Meine de la banda Scorpions, Simon Le Bon de Duran Duran, Tyson Ritter de The All-American Rejects, Bob Geldof y Fergie. También prestaron sus voces el antiguo secretario general de la ONU Kofi Annan, el Arzobispo Desmond Tutu y las actrices Marion Cotillard y Milla Jovovich.
La canción es parte de la campaña del Foro Humanitario Global "Tck tck tck, time for climate justice" ("Tic tic tic, tiempo para la justicia climática"), y parte del gran proyecto "TckTckTck", que busca llamar la atención sobre la urgencia de la crisis del calentamiento global firmando una "petición musical" con cada descarga.